# Gornja Bistrica
Gornja Bistrica – wieś w Słowenii, w gminie Črenšovci. W 2018 roku liczyła 755 mieszkańców.